# لارس اریکسون (بازیکن فوتبال، زاده ۱۹۶۵)
لارس اریکسون (سوئدی: Lars Eriksson؛ زادهٔ ۲۱ سپتامبر ۱۹۶۵) بازیکن فوتبال اهل سوئد است.
از باشگاه‌هایی که در آن بازی کرده‌است می‌توان به باشگاه فوتبال هامارابی، باشگاه فوتبال رویال شارلوا، و باشگاه فوتبال پورتو اشاره کرد.
وی همچنین در تیم‌های ملی فوتبال زیر ۲۱ سال سوئد و سوئد بازی کرده‌است.
وی در مسابقات کشوری و بین‌المللی در مجموع برندهٔ ۱ مدال برنز شده‌است.